# Multidictionnaire de la langue française
Le Multidictionnaire de la langue française, abrégé en Multidictionnaire et familièrement appelé le Multi, est un ouvrage de référence de langue générale et de difficultés écrit par Marie-Éva de Villers et paru aux éditions Québec Amérique, en format papier et en format électronique. Il est approuvé par le ministère de l'Éducation du Québec. Il a d'abord été publié sous le nom de Multidictionnaire des difficultés de la langue française en 1988.

## Éditions

### Première édition (1988)
La première édition de l'ouvrage est parue en 1988 sous le nom de Multidictionnaire des difficultés de la langue française. Il est né de l'idée de Marie-Éva de Villers d'offrir un ouvrage de référence accessible et abordable. À cette date, ce dictionnaire contenait 120 tableaux grammaticaux et typographiques, en plus des articles. Dès la première édition, il connait un succès important, notamment auprès des linguistes et des étudiants[réf. souhaitée].

#### Innovations
La première édition du Multidictionnaire a eu comme effet de redéfinir les notions de ce qu'est un dictionnaire de difficultés, du fait qu'il englobe dix types de difficultés et s'offre ainsi comme étant dix dictionnaires en un :
1. Dictionnaire orthographique ;
2. Dictionnaire grammatical ;
3. Dictionnaire de distinctions sémantiques ;
4. Dictionnaire des anglicismes ;
5. Dictionnaire des canadianismes ;
6. Dictionnaire typographique ;
7. Dictionnaire des conjugaisons ;
8. Dictionnaire de prononciation ;
9. Dictionnaire d’abréviations ;
10. Guide de correspondance.

De plus, cet ouvrage, renfermant 25 000 mots, en comporte plus que les dictionnaires de difficultés traditionnels. Certes, les mots ne sont pas tous accompagnés d'une définition, ce qui est conforme pour ce genre de dictionnaire, mais en contient tout de même plus que les autres dictionnaires de difficultés.

### Deuxième édition (1992)
La deuxième édition du Multidictionnaire est publiée, sous le même nom que la première édition, en 1992.

### Troisième édition (1997)
C'est à l'occasion de la troisième édition, parue en 1997, que le Multidictionnaire des difficultés de la langue française change de nom pour devenir le Multidictionnaire de la langue française. Il est ainsi passé du statut de dictionnaire de difficultés à dictionnaire global de l'usage. De ce fait, à partir de cette édition, toutes les entrées sont définies.

### Cinquième édition (2009)
La cinquième édition du Multidictionnaire de la langue française est publiée en juin 2009. Une version électronique est proposée en téléchargement payant.

#### Nouvelle orthographe
Le Multidictionnaire intègre, dans sa cinquième édition, environ 60 % des rectifications orthographiques proposées en 1990, soit celles qui sont entrées dans l'usage (pluriel des termes empruntés et de mots composés, soudure de certains mots composés, etc.). À titre comparatif, les éditions 2009 et 2010 du Petit Robert intègrent 61,3 % des graphies rectifiées alors que Usito (d'abord connu sous le nom de Franqus) intégrera totalement les rectifications orthographiques (en plus des graphies traditionnelles).

### Sixième édition (2015)
La sixième édition du Multidictionnaire de la langue française est publiée en avril 2015. 

### Septième édition (2021)
La septième édition du Multidictionnaire de la langue française est publiée en mai 2021.